# Tomázia
A Tomázia a Tamás férfinév latin Thomasius alakú továbbképzésének a női párja.

## Rokon nevek
- Tomazina:[1] a Tomázia továbbképzése.[2]

## Gyakorisága
Az 1990-es években a Tomázia és a Tomazina szórványos név, a 2000-es években nem szerepelnek a 100 leggyakoribb női név között.

## Névnapok
Tomázia, Tomazina
- április 14.[2]
- augusztus 25.[2]

## Híres Tomáziák, Tomazinák
- Morosini Tomasina velencei hölgy, III. András magyar király édesanyja